# 埃科勒-瓦朗坦
埃科勒-瓦朗坦（法語：École-Valentin，法語發音：[ekɔl valɑ̃tɛ̃]），法国东部城市，勃艮第-弗朗什-孔泰大区杜省的一个市镇，隶属于贝桑松区，其市镇面积为3.22平方公里，2022年1月1日时人口数量为2,620人，在法国城市中排名第4,152位。
埃科勒-瓦朗坦位于杜省西北部，省会贝桑松正北方向，是贝桑松的一个近郊卫星城，A36高速公路和贝桑松—沃苏勒铁路在此交汇。

## 地名来源
根据当地官方网站的论述，“École”最初于1326年以“Escole”的形式被记载，该名称可能出自凯尔特语，意为“sous la roche”；“Valentin”则最初于1120年以“Apud Vallantin”的形式被记载，其来源及含义尚有待考证。

## 历史
埃科勒-瓦朗坦成立于1973年，由埃科勒（École）和瓦朗坦（Valentin）两个市镇合并而成，其中埃科勒为政府驻地，瓦朗坦则成为关联市镇。
埃科勒的早期历史尚不清楚，当地的圣埃斯普里城堡（Château du Saint Esprit）于1559年建成。法国大革命后，埃科勒成为杜省的一个市镇。工业革命期间，途经埃科勒的贝桑松—沃苏勒铁路建成通车。二战末期，圣埃斯普里城堡曾被用作一处避难所。自20世纪中后期以来，得益于贝桑松的城市扩张，埃科勒人口数量逐年增加，当地建成了商业中心、快速公路等城市设施。
瓦朗坦历史上长期为一处普通农业聚落，法国大革命后成为杜省的一个独立市镇。

## 地理

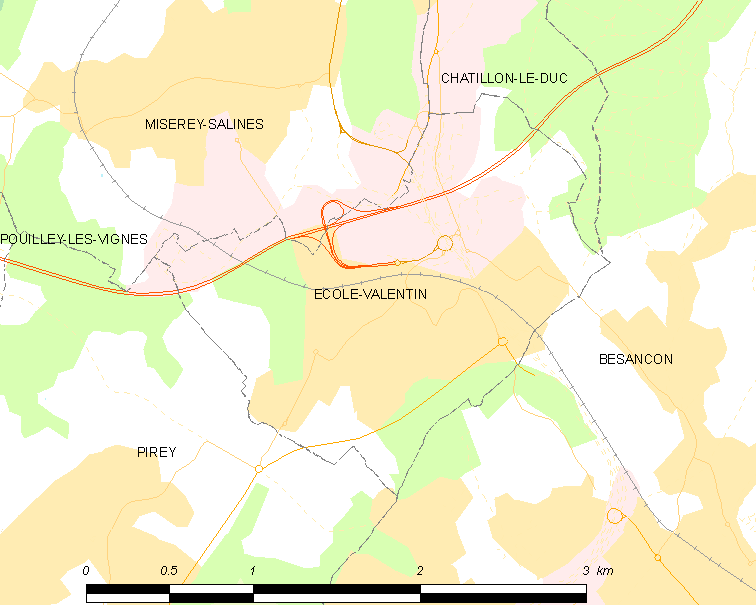
埃科勒-瓦朗坦市镇范围地图

埃科勒-瓦朗坦位于法国东部，勃艮第-弗朗什-孔泰大区东部和杜省西北部，距离省会贝桑松大约6公里。与埃科勒-瓦朗坦接壤的市镇包括：贝桑松、沙蒂永勒迪克、米斯雷萨利讷和皮雷。

### 地形
埃科勒-瓦朗坦位于贝桑松市区北侧的一处浅丘地带，境内以浅丘和缓丘为主，市镇中心位于一处洼地地带，部分区域起伏明显，西北部为一处小丘，全境海拔在283到383米之间。

### 水文
埃科勒-瓦朗坦位于罗讷河流域范围内，穆兰溪（ruisseau du Moulin）发源于其境内并向西南流出市境。

### 植被
埃科勒-瓦朗坦属于温带阔叶混交林区，林地多分布于坡地地带，市区南部为勒蒙树林（Bois du Mont），西部为莱拉谢讷树林（Bois des Razchênes）。
在鲜花城市的评比中，埃科勒-瓦朗坦暂未被评级。

### 气候
埃科勒-瓦朗坦在柯本气候分类法中属于带有一定大陆性气候特征的温带海洋性气候（Cfb）。

## 行政区划
埃科勒-瓦朗坦的市镇编号为25212，邮政编号为25480。
在行政管理方面，埃科勒-瓦朗坦隶属于法国勃艮第-弗朗什-孔泰大区杜省贝桑松区；在地方选举方面，埃科勒-瓦朗坦隶属于贝桑松第二县，其市镇范围全境被划入杜省第一选区；在社会管理方面，埃科勒-瓦朗坦是大贝桑松城市公共社区的组成部分。
截至2024年11月，埃科勒-瓦朗坦市镇范围内暂无任何城市敏感街区及城市政策优先街区。
法国国家统计与经济研究所（简称“INSEE”）在进行数据统计时，将埃科勒-瓦朗坦及相邻的另外12个市镇设为贝桑松城市核心区，并将包括核心区在内的周边共249个市镇划为贝桑松城市区。自2020年起，贝桑松城市区被包含310个市镇的贝桑松城市辐射区代替。此外，INSEE还将埃科勒-瓦朗坦市镇整体看作一个“块区”（IRIS），以便于统计人口分布情况。

## 交通

### 公路
A36高速公路经过埃科勒-瓦朗坦市镇范围内并设有4号出入口，法国国道N57线和杜省省道D108线在埃科勒-瓦朗坦境内交汇。
2021年，89.9%的埃科勒-瓦朗坦家庭拥有至少一辆私人汽车。2022年，埃科勒-瓦朗坦境内共发生各类交通事故1起，造成2人受伤。
| 4 | 1.5 |

| 贝桑松 | 7 |

| 伯尔 | 12 |

| 蒙贝利亚尔 | 79 |

| 多勒 | 53 |

| 沃苏勒 | 44 |

| 里奥 | 20 |

### 铁路

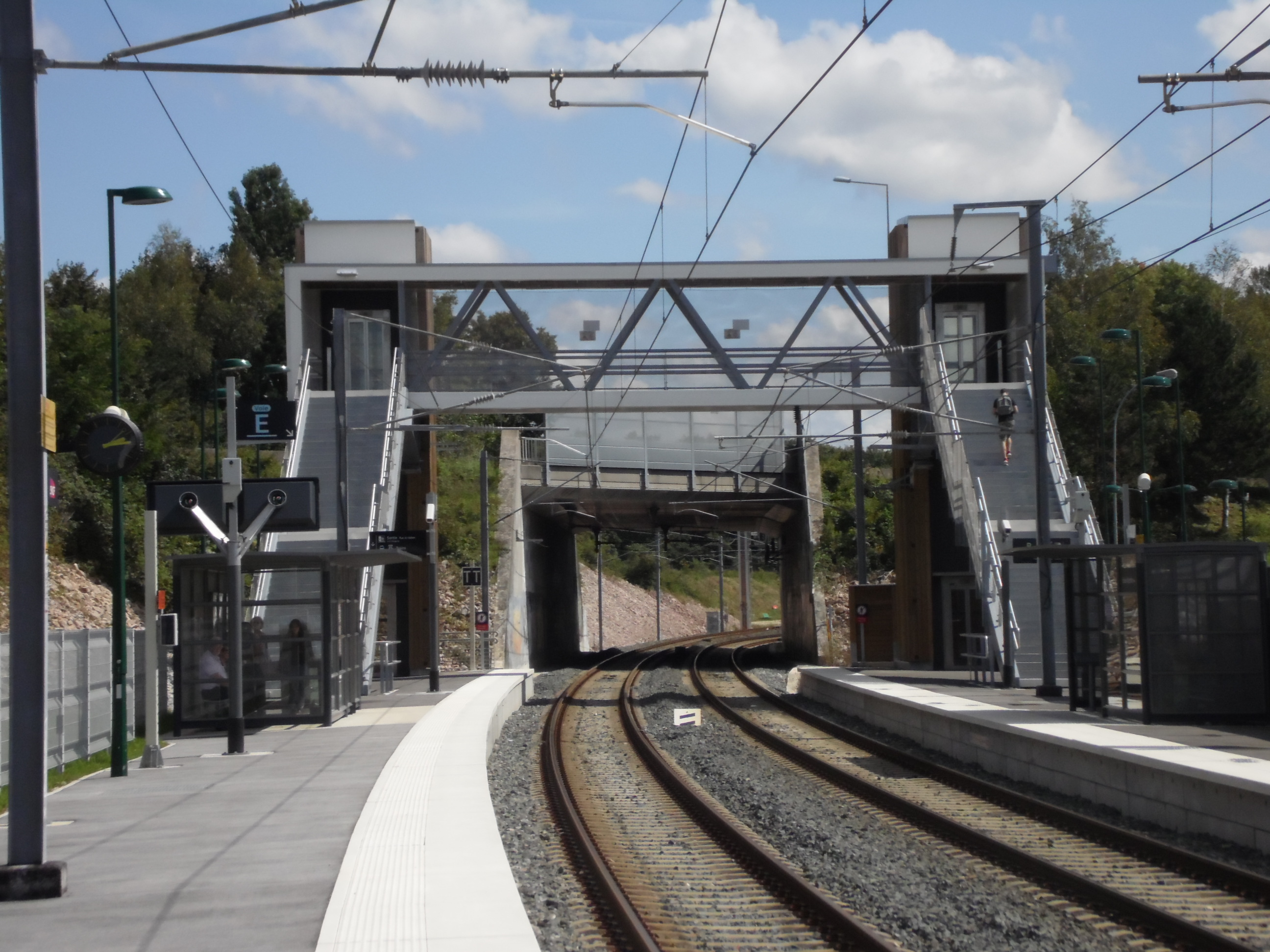
埃科勒-瓦朗坦火车站

埃科勒-瓦朗坦位于贝桑松—沃苏勒铁路上。埃科勒-瓦朗坦站位于市区东部，停靠往返于贝桑松TGV站和贝桑松维奥特站之间的区域列车。

### 航空
埃科勒-瓦朗坦距离多勒机场的公路里程大约公里。

### 城市公共交通
埃科勒-瓦朗坦是贝桑松城市公共交通（商业名称为“Ginko”）的服务范围。截至2024年11月，该系统共包括两条有轨电车线路和数十条公交线路，其中公交8路、64路、65路、66路、67路经过埃科勒-瓦朗坦市区。

## 政治

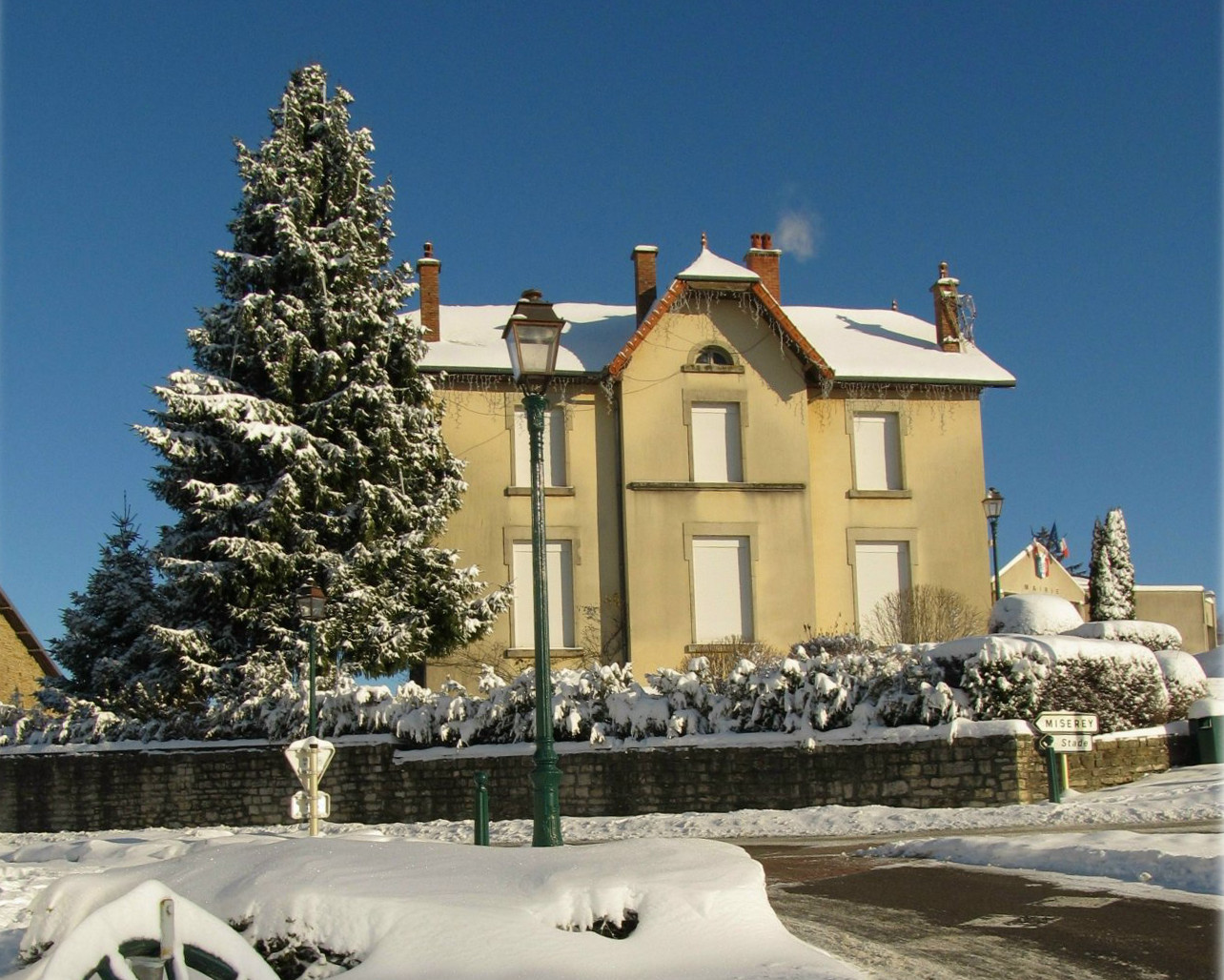
埃科勒-瓦朗坦市政厅

埃科勒-瓦朗坦的现任市长为伊夫·吉扬先生（Yves GUYEN），他是共和党的一名成员，在2020年的市政选举中获得了100.00%的支持率（无其他候选人）。
在2022年的法国总统大选的第二轮选举中，法国第25任总统埃马纽埃尔·马克龙在埃科勒-瓦朗坦获得了66.92%的支持率。

## 人口
2021年，埃科勒-瓦朗坦市镇人口数量为2,662，在法国排名第4,152位。其中男性1,306人，女性1,356人，75岁及以上人口占8.0%，外籍人口数量为64人，人口密度为827人/平方公里，当地居民被称为（男性）或（女性）。2022年，埃科勒-瓦朗坦境内出生18人，死亡人口13人。
| 埃科勒-瓦朗坦1901年－2021年（1973年以前仅埃科勒）人口变化情况 |
|                                                               |
| 数据来源：Cassini、INSEE                                      |

## 经济
埃科勒-瓦朗坦是贝桑松的一个近郊卫星城。截至2024年11月，埃科勒-瓦朗坦市镇范围内共有各类用人单位（包含自雇）708家，平均历史为16年，其中97.81%为中小型企业（PME），2024年9月至11月间，当地的经济活力指数为0。（汽车销售）、（建筑工程）及（城际公路物流）是当地2022年已公布营业额最高的三个企业，分别为44,961,297欧元、17,911,869欧元和15,038,616欧元。

## 财政与居民收入
2022年，埃科勒-瓦朗坦的财政收入总额为2,509,470欧元，财政支出总额为1,860,440欧元，当年的债务总额为4,103,740欧元。2022年，埃科勒-瓦朗坦市镇通过增值税获得57,010欧元的收入，此外当地还共获得了44,750欧元的国家直接财政补助。
| 埃科勒-瓦朗坦居民收入情况                        | 埃科勒-瓦朗坦居民收入情况 | 埃科勒-瓦朗坦居民收入情况 | 埃科勒-瓦朗坦居民收入情况 |
| 内容                                             | 埃科勒-瓦朗坦             | 法国                      | 统计年份                  |
| ------------------------------------------------ | ------------------------- | ------------------------- | ------------------------- |
| 征税家庭总数                                     | 1,104                     | 1,081（法国市镇平均）     | 2022年                    |
| 居民平均月收入                                   | 2,550欧元                 | 2,435欧元                 | 2022年                    |
| 高级职员人均月收入                               | 4,020欧元                 | 4,331欧元                 | 2021年                    |
| 中级职员人均月收入                               | 2,436欧元                 | 2,470欧元                 | 2021年                    |
| 普通职员人均月收入                               | 1,859欧元                 | 1,801欧元                 | 2021年                    |
| 贫困率                                           | 不详                      | 14.5%                     | 2020年                    |
| 青壮年（15至64岁）失业率                         | 6.8%                      | 7.4%                      | 2020年                    |
| 征税家庭数量占比                                 | 57.8%                     | 45.5%                     | 2020年                    |
| 家庭年均纳税                                     | 3,781欧元                 | 4,393欧元                 | 2022年                    |
| 资料来源：INSEE、L'Internaute、Le Journal du Net |                           |                           |                           |

## 社会事务

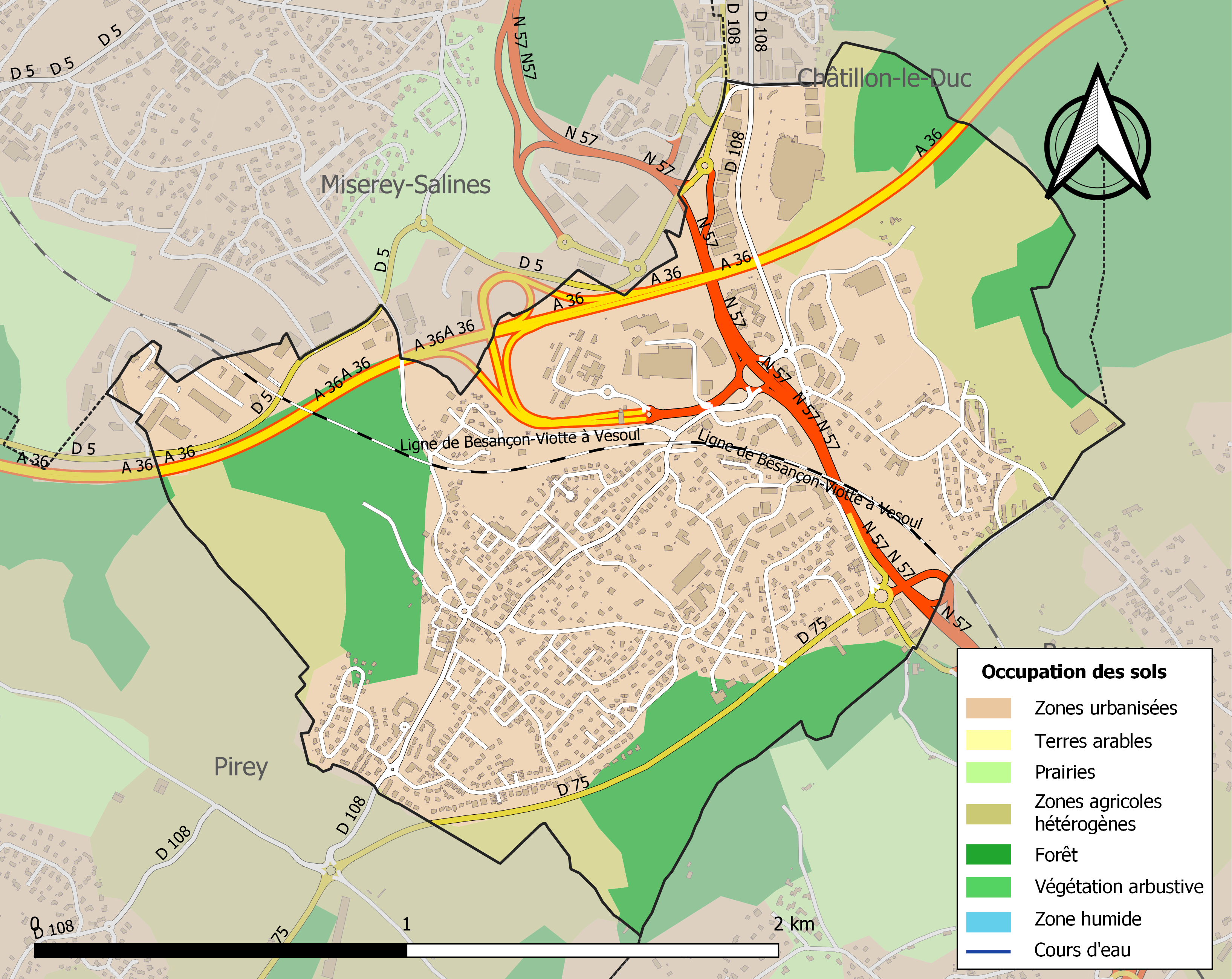
埃科勒-瓦朗坦土地利用情况地图

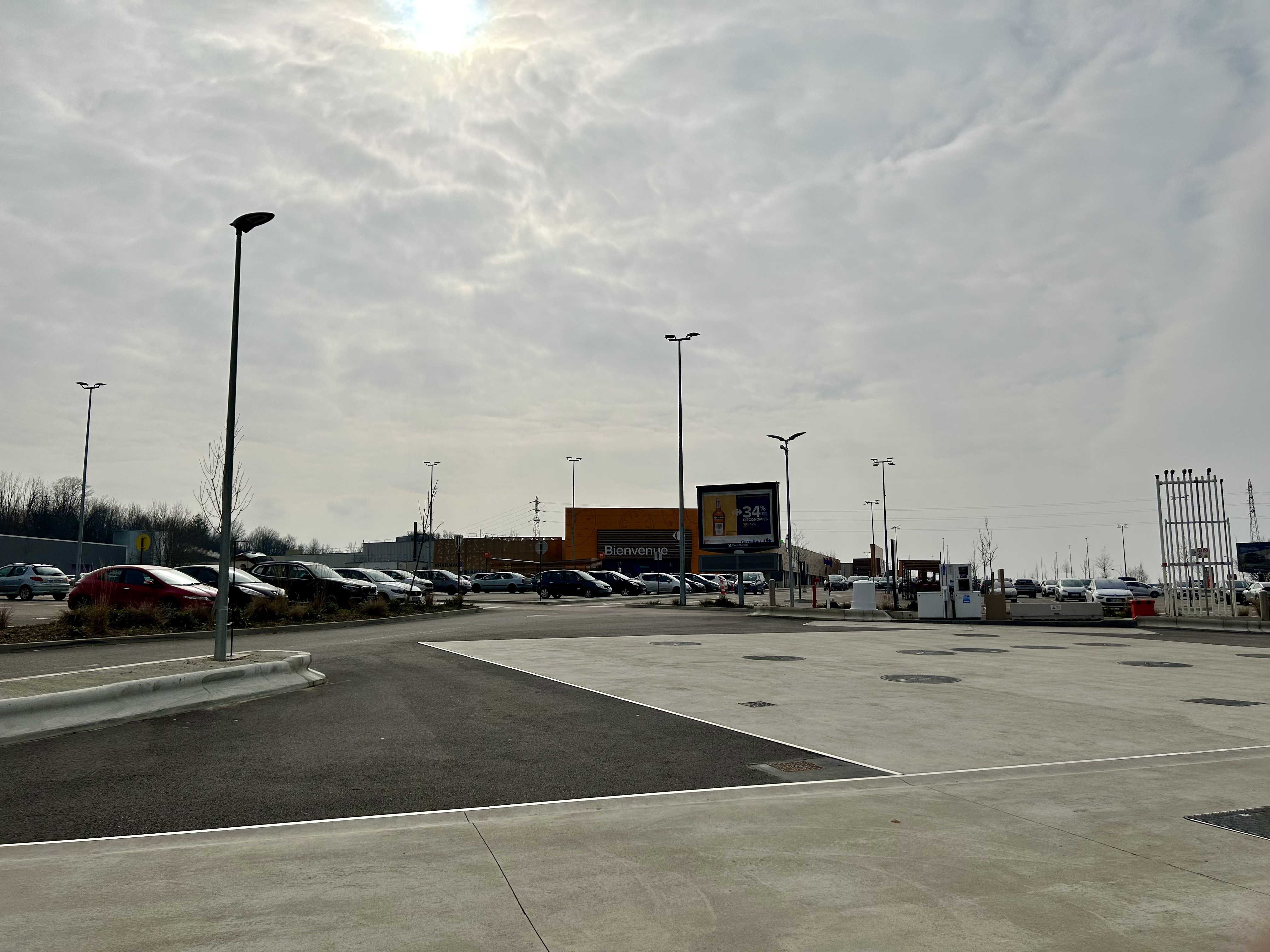
商业中心

### 教育
埃科勒-瓦朗坦属于贝桑松学区。截至2023年1月1日，埃科勒-瓦朗坦境内共有1所幼儿园和1所小学。

### 医疗
截至2023年1月1日，埃科勒-瓦朗坦境内共有全科医生4名、保健师5名、牙医3名、护士3名和助产士1名。境内共有药房1家、养老院1家。
距离埃科勒-瓦朗坦最近的区域性医疗机构为贝桑松大学大区中心医院，后者是法国的一个大学教学医院，其主病区让·曼若医院（Hôpital Jean Minjoz）位于贝桑松市区西部，距离埃科勒-瓦朗坦市区的正常车程大约10分钟，该院设有床位1,203个，是杜省规模最大的公立综合性医院。

### 住房
2021年，埃科勒-瓦朗坦境内共有各类住房1,213套，其中70.2%为独立式住宅，28.7%为集中式住宅。常住房屋占埃科勒-瓦朗坦市镇范围内居民建筑总量的94.2%。
在住房保障政策方面，2023年，埃科勒-瓦朗坦境内共有410户家庭获得了家庭津贴补助，受益人数占总人口数量的15.4%，其中90份为房租补助。

### 商业
2021年，埃科勒-瓦朗坦境内共有各类实体商铺153家，其中餐厅16家、大型超市6家、杂货店2家、面包房3家、肉铺1家、书店1家、装饰品店3家、银行门店2家、美容美发店6家、汽车维修店11家。埃科勒-瓦朗坦镇中心北侧的高速公路口附近建有商业街区，建有家乐福、Castorama、Grand Frais、Intersport、C&A、Aldi等购物商场。

### 体育
2023年，埃科勒-瓦朗坦境内共有1家游泳池、1处马术场以及1处足球或橄榄球场。
截至2024年11月，埃科勒-瓦朗坦境内暂无任何注册足球俱乐部。

### 环境
埃科勒-瓦朗坦的环境事务由其所属的大贝桑松城市公共社区联合各级政府协调负责。2021年，埃科勒-瓦朗坦境内共有1家污染企业。

### 治安
2021年，埃科勒-瓦朗坦市镇范围内有1处宪兵队。
2023年，埃科勒-瓦朗坦市镇范围内累计记录各类案件95起，其中盗窃类案件29起，人身侵犯类案件12起，毒品交易类案件21起。

## 文化

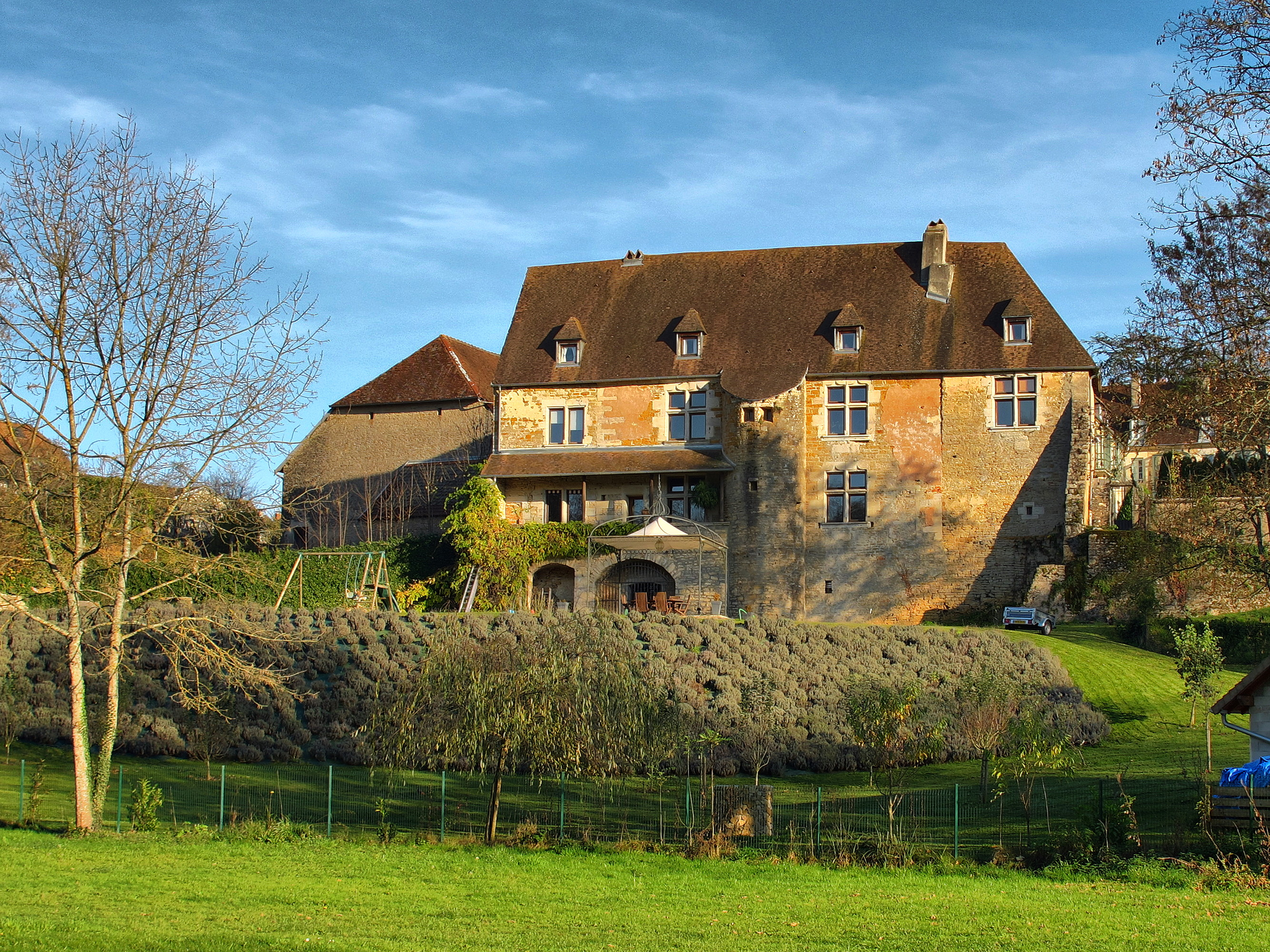
埃科勒城堡

2023年，埃科勒-瓦朗坦境内有1家电影院。埃科勒-瓦朗坦境内建有让·穆兰市政多媒体中心（Médiathèque municipale Jean Moulin），每周二、三、五、六向公众开放。

### 建筑
埃科勒-瓦朗坦境内有多处历史建筑，其中埃科勒城堡为法国国家文物保护单位，此外镇中心的埃科勒事物小教堂是当地的一处地标性历史建筑物。

### 旅游
埃科勒-瓦朗坦的旅游事务由其所属的大贝桑松城市公共社区联合各级政府协调负责。2024年，埃科勒-瓦朗坦境内共有4家酒店共计210间房间。

### 媒体
法国主要的媒体均可在埃科勒-瓦朗坦接收，法国电视三台下属的勃艮第-弗朗什-孔泰大区频道在部分时段播出埃科勒-瓦朗坦所在杜省的地方新闻。蓝色法兰西贝桑松广播、BIP广播、《东部共和国人报》等是当地主要的地方媒体。

## 友好城市
截至2024年11月，埃科勒-瓦朗坦共与一座城市建立了友好城市关系：
- 爱尔兰 Rathcoole